# Pet Sematary (romanzo)
Pet Sematary è un romanzo horror di Stephen King del 1983. Secondo l'autore, la storia si ispira a The Monkey's Paw, una storia popolare meglio conosciuta nella versione scritta da  William W. Jacobs. Il libro di King va un passo oltre considerando cosa succederebbe se il protagonista non avesse capito l'errore dopo il secondo desiderio.

## Trama
Louis Creed, un medico di Chicago, viene nominato direttore del servizio medico presso l'Università del Maine. Si trasferisce in una grande casa vicino alla piccola città di Ludlow con la moglie Rachel e i due giovani figli, Ellie e Gage, rispettivamente di sei e due anni, oltre a Winston "Church" Churchill, il gatto di Ellie. Fin dall'arrivo, la famiglia deve affrontare molti problemi: Ellie si ferisce a un ginocchio dopo essere caduta dall'altalena, e Gage viene punto da un'ape e viene quasi investito da un camion. Per fortuna il vicino, l'ottantatreenne Jud Crandall, li aiuta, avvisando Louis e Rachel circa la superstrada che costeggia la loro casa, come costantemente percorsa da grandi camion.
Jud e Louis diventano amici. Poiché il padre di Louis morì quando aveva 3 anni, egli vede in Jud una figura paterna. Poche settimane dopo l'arrivo dei Creed, Jud mette a rischio l'amicizia quando porta la famiglia a fare una camminata dietro casa. Un sentiero porta a un cimitero degli animali (il pet sematary del titolo) dove i bambini della città seppelliscono gli animali morti. Questo provoca una discussione infuocata tra Louis e Rachel molti giorni dopo. Rachel non vuole parlare della morte e si preoccupa che Ellie possa essere scossa da quello che ha visto al cimitero (viene spiegato dopo che Rachel fu traumatizzata dalla prematura scomparsa della sorella, Zelda, affetta da meningite cerebrospinale).
Louis stesso subisce un'esperienza traumatica nelle prime settimane di insegnamento quando Victor Pascow, uno studente morto in un incidente stradale, dice le sue ultime parole a Louis, anche se i due non si conoscono. Nella notte seguente alla morte di Pascow, Louis ha un sogno molto realistico in cui incontra Pascow sotto forma di spirito, che afferma di volerlo aiutare in segno di gratitudine per aver cercato di fare di tutto per salvarlo, così lo accompagna al "cimitero", indicando poi un punto nel quale ci sono grovigli di piante e tronchi ammassati. Victor afferma che quello è un limite da non superare e avvisa Louis di non "andare oltre, non importa quanto credi sia necessario", ammonendolo poi sulle possibili tragiche conseguenze che potrebbero riversarsi sulla sua famiglia se decidesse invece di fare l'opposto. Louis si sveglia il mattino seguente convinto che fosse, in effetti, un sogno finché non vede i suoi piedi coperti di terra e aghi di pino. Nonostante questo, etichetta il sogno come un episodio di sonnambulismo prodotto dello stress subito durante la morte di Pascow, accoppiato con l'ansia provocata dal fatto della moglie.
Louis viene obbligato a confrontarsi ancora con la morte quando, a Halloween, la moglie di Jud, Norma, subisce un attacco cardiaco. Grazie alla prontezza di Louis, Norma si riprende in fretta. Jud è grato per l'aiuto ricevuto e decide di ripagarlo quando Church muore durante il giorno del ringraziamento. Rachel e i bambini stanno visitando i nonni a Chicago, e Louis ha timore di dare la brutta notizia a Ellie. Avendo pietà per Louis, Jud lo porta al cimitero degli animali per seppellire Church. Invece di fermarsi qui, Jud prosegue oltre in un viaggio spaventoso verso il "vero cimitero": un antico luogo usato dagli indiani Micmac. Qui Louis, perplesso, seppellisce il gatto, rientrando poi a casa con il vecchio.
Louis pensa che questa storia sia finita fino al pomeriggio successivo, quando il gatto torna a casa. È ovvio che Church non è lo stesso di prima. Church caccia topi e uccelli più spesso di prima, ma li squarta senza mangiarli. Il gatto emana anche un odore che costringe Ellie a non volerlo in camera la notte. Jud conferma che questa è la regola, non l'eccezione, per gli animali risorti. L'anziano rivela a Louis di essere venuto a conoscenza di quel posto quando era piccolo, più precisamente nel giorno in cui il suo cane Spot morì a causa delle ferite riportate dopo aver inseguito un coniglio in mezzo a del filo spinato. Jud, ai tempi devastato dal dolore, incontrò Stanny B., considerato un pazzo dalla stragrande maggioranza dei cittadini, che lo condusse al cimitero dei Micmac, dove seppellì il suo cane che, come Church, ritornò e visse altri anni con Jud e la sua famiglia, prima di morire una seconda volta ed essere, stavolta, seppellito nel cimitero degli animali. Subito dopo, Louis chiede a bruciapelo a Jud se nessuno avesse mai seppellito una persona in quel posto, ma l'anziano risponde veemente di no, mostrandosi anche particolarmente infastidito dalla domanda. Louis è molto spaventato dalla resurrezione di Church e inizia a desiderare di non averlo mai fatto. 
All'inizio dell'anno successivo, Norma muore improvvisamente a causa di un Ictus, ma Rachel non presenzia al funerale affermando di essere gravemente influenzata. Il marito, intuendo che sia solo una scusa, chiede spiegazioni alla moglie sul perché sia così suscettibile riguardo alla morte, così questa gli rivela che, quando era piccola, sua sorella maggiore Zelda si ammalò di meningite cerebrospinale e che i suoi genitori la nascondevano a chiunque, isolandola in una stanza remota della casa in quanto ritenuta fonte di forte imbarazzo, per una famiglia benestante come la loro. Rachel afferma che le condizioni della sorella furono per lei un peso, non sopportava il doversi prendere cura di lei ed arrivò perfino ad odiarla. Un giorno, Zelda morì improvvisamente sotto gli occhi di Rachel, la quale venne incaricata di assisterla dai suoi genitori, che andarono da alcuni amici a festeggiare la Pasqua Ebraica. Rachel conclude il racconto affermando che quando realizzò che Zelda era morta, corse in strada ridendo istericamente, sentendosi finalmente liberata da un peso, ma che questa cosa poi le provocò un profondo senso di colpa, generando quindi una forte repulsione verso la morte e instillando in lei l'assurdo dubbio che la sorella, in realtà, non sia mai morta e che possa tornare da un momento all'altro per vendicarsi. Louis, sentendo questa storia, realizza finalmente il motivo che l'ha spinta per tanti anni a voler evitare l'argomento della morte con Ellie, affermando che non l'avrebbe mai più criticata sulla questione.
Alcuni mesi dopo è il piccolo Gage a morire, travolto da un camion dopo essersi avventurato sulla superstrada, in un momento di distrazione dei genitori. Al funerale del piccolo, Louis ha anche una violenta colluttazione con Irwin Goldman, padre di Rachel, che ha sempre disapprovato la relazione tra l'uomo e la figlia. Louis è particolarmente tormentato per non essere riuscito a salvare il figlio e comincia a considerare l'idea di riportare in vita il figlio con l'aiuto del cimitero indiano. Jud, immaginando quello che Louis ha in mente, tenta di dissuaderlo confessandogli di avergli mentito quando disse a Louis che nessuno aveva mai seppellito una persona nel cimitero dei Micmac. Jud gli racconta di Timmy Baterman, un ragazzo del luogo che morì in guerra. Il padre, Bill Baterman, lo seppellì nel cimitero per farlo rivivere, ma quando Timmy resuscitò non era più lui. Diverse persone di Ludlow, nei giorni seguenti, affermarono di averlo visto girare per le strade, con un aspetto trasandato e uno sguardo apparentemente assente. Jud e un gruppo di amici, a conoscenza del potere del cimitero, temevano che troppa gente potesse vedere Timmy e che una cosa del genere sarebbe inevitabilmente giunta alle autorità dell'esercito, le quali avrebbero poi avviato un'indagine e mandato qualcuno a riesumare il corpo di Timmy, per assicurarsi che il corpo fosse effettivamente il suo. Ciò era molto rischioso, in quanto avrebbe potuto svelare il potere di quel luogo al mondo intero, così il gruppo si recò da Bill nel tentativo di farlo ragionare. Giunti sul luogo vi trovarono l'uomo e suo figlio Timmy, il quale li affrontò uno ad uno rivelando ad ognuno di loro particolari scomodi della loro vita privata, particolari che il ragazzo non avrebbe mai potuto sapere. Il gruppo, inorridito e conscio di trovarsi davanti un essere demoniaco, decise di andarsene, non prima di aver rimarcato a Bill che, se non avesse ucciso e seppellito di nuovo suo figlio, se ne sarebbero occupati loro. Quella sera stessa, Bill uccise Timmy, diede fuoco alla sua abitazione e si suicidò.
Jud termina la storia affermando di sentirsi responsabile di ciò che è successo, dicendo che "il posto ha un potere" e questo potere ha causato la morte di Gage perché Jud, spinto da esso, vi ha portato Louis.
Nonostante questo, Louis decide di mettere in atto il piano, convinto che ci sia possibilità che Gage possa tornare dal mondo dei morti come il bambino amorevole di prima. A dispetto di ciò, però, non esclude nemmeno che possa ritornare malvagio come successe a Timmy, così decide di convincere Rachel che lei ed Ellie dovrebbero andare a stare qualche giorno a Chicago dai nonni, con la promessa di raggiungerle non appena avrà trovato un sostituto al lavoro. Così facendo Louis potrà sperimentare la sua teoria e, se questa si rivelasse errata, sarà lui stesso a rimandare il figlio nella tomba, senza mai rivelarlo a moglie e figlia che, a suo dire, non dovrebbero mai accollarsi un peso del genere.
Rachel, nonostante nutra sospetti sulle insistenze del marito, alla fine cede e si reca a Chicago con Ellie.
Durante il viaggio, però, Ellie ha un incubo nel quale le appare Victor Pascow, che le rivela che suo padre sta per fare qualcosa di terribile e che erano insieme quando la sua anima si era disincarnata dal corpo.
Rachel, rendendosi conto che né lei né Louis le hanno mai rivelato in quale circostanza Victor morì, si convince che quello di Ellie sia un sogno premonitore e che Louis voglia farsi del male, così decide di ritornare tempestivamente a Ludlow, vedendosi costretta a noleggiare un'automobile a causa della mancanza di voli. 
Prima di partire, la donna chiama Jud, in modo tale che il vicino controlli il marito, ma quando anche questo risponde in modo vago, Rachel sospetta che sia lui che Louis le stiano nascondendo qualcosa, così intima il vecchio a rivelarle tutto. Messo spalle al muro, Jud la rassicura che Louis non ha intenzione di uccidersi e le promette che parlerà ma, intuendo che Louis voglia far tornare Gage, la convince a passare prima da lui che da casa propria quando arriverà, senza tuttavia rivelarle il piano del marito.
Nel frattempo, Louis si adopera per riesumare il corpo del figlio e portarlo al cimitero, riuscendo anche ad eludere la sorveglianza di Jud, che si appisola proprio nel momento in cui l'uomo ritorna a casa (evento probabilmente causato dal potere del cimitero).
Durante il tragitto per il cimitero, Louis ha un incontro ravvicinato con lo spirito del Wendigo che infesta quelle terre e che, secondo le credenze, possederebbe i resuscitati, uscendone però incolume. Come pianificato, sotterra il figlio nel suolo dei Micmac, torna a casa e si addormenta. 
La notte, Gage ritorna dal mondo dei morti sotto forma di mostro demoniaco, ombra di sé stesso, entra nella stanza del genitore e gli ruba un bisturi, per poi dirigersi a casa di Jud. Qui Gage terrorizza Jud, mutando la sua faccia in quella della moglie deceduta, gridandogli di averlo tradito con tutti i suoi migliori amici poi, con l'aiuto di Church, lo fa cadere a terra e lo uccide, pugnalandolo col bisturi.
Qualche ora dopo arriva Rachel che, dopo essere entrata in casa di Jud, viene attirata al piano superiore, dove il figlioletto la attende. La donna, in lacrime e incredula nel rivedere il figlio ancora vivo, viene anch'ella brutalmente uccisa.
Giunge la mattina. 
Louis, alzandosi, nota un'auto sconosciuta fuori casa di Jud, ma non dà peso alla cosa. Rimane poi compiaciuto nel vedere le piccole orme del figlio in giro per casa, intuendo che sia ritornato, ma dopo pochi minuti riceve una telefonata dal padre di Rachel, che gli chiede se la donna sia arrivata a casa, informandolo che è partita dopo che Ellie ha avuto un incubo su di lui e sulla morte della madre e che ha affrontato il viaggio con un'auto a noleggio. Louis, terrorizzato, realizza di aver commesso un'atrocità e che la moglie potrebbe esserci andata di mezzo, nonostante le sue intenzioni di non coinvolgerla.
Disperato, inizialmente medita anche di suicidarsi ma, riacquistata la lucidità, decide di porre fine a tutto. Prima uccide Church con un'iniezione letale, poi si reca in casa di Jud, dove avvolge il corpo dell'amico in un lenzuolo. Salito al piano superiore, trova il corpo senza vita di Rachel, parzialmente divorato dal figlio, che si getta su di lui per ucciderlo, ma l'uomo riesce ad avere la meglio e lo rimanda nella tomba con un'iniezione letale. 
In ogni caso, apprendiamo che Louis non ha ancora imparato dai suoi errori. Posseduto dallo spirito malvagio che consente la resurrezione dei cadaveri, egli pensa che se Gage è diventato una specie di demone è colpa del troppo tempo passato dal momento della morte a quello della sepoltura nel cimitero indiano; quindi dà fuoco alla casa di Jud e porta la moglie morta nel luogo di sepoltura. Durante il tragitto viene raggiunto dal collega Steve Masterton, di passaggio per puro caso, il quale nota che Louis sta portando un corpo avvolto in un lenzuolo verso i boschi. Un Louis ormai totalmente sotto il controllo del potere del Wendigo, chiede a Steve se può dargli una mano ma questi, dopo aver avvertito una forza sinistra spingerlo verso l'amico, indietreggia e torna a casa, venendo perseguitato negli anni a venire dagli incubi scaturiti da quell'incontro.
È notte e Louis, ormai diventato pazzo dal dolore, è seduto di fronte alla sua scrivania e sta controllando delle carte, quando sente una mano gelida appoggiarsi sulla spalla e ode la voce di Rachel chiamarlo "Caro..."; a questo punto il racconto finisce, lasciando al lettore il dubbio su come sia finita la vicenda.

## Numeri ISBN
- ISBN 0385182449 (hardcover, 1983)
- ISBN 0451150244 (paperback, 1984)
- ISBN 0450057690 (hardcover, 1985)
- ISBN 0671582275 (audio, 1998)
- ISBN 0743412273 (mass market paperback, 2001)
- ISBN 0743412281 (paperback, 2002)
- ISBN 0613592476 (library binding, 2003)

## Film
Pet Sematary è stato tradotto in film (titolo italiano Cimitero vivente) nel 1989, con Dale Midkiff nel ruolo di Louis, Fred Gwynne come Jud e Denise Crosby come Rachel. Un uomo, Andrew Hubatsek, è stato scelto per il ruolo di Zelda perché i produttori non hanno trovato una donna abbastanza ossuta da rappresentare l'ultimo stadio della malattia.
Il film è stato il primo adattamento di un libro di Stephen King a includere il suo nome nel titolo. Lo stesso King scrisse una sceneggiatura, deluso da come il libro fu rappresentato dal film e vi apparve nel ruolo di un pastore al funerale.
Il film è più religioso del romanzo e la struttura scelta è quella horror per entrambi. Nonostante questo, molti elementi della trama (tipo i problemi di Louis, il suo dolore dopo la morte del figlio e la conseguente giustificazione per la sua resurrezione) sono stati combinati, ridotti o tagliati per evitare una storia troppo lunga.
Ci fu anche un seguito del film (con meno successo del primo) intitolato Cimitero vivente 2.
Nel 2019 è stato realizzato un remake del film originale.

## Edizioni
- Stephen King, Pet Sematary, traduzione di Brinis H., collana Narrativa, Sperling & Kupfer, 1985,  p. 424, ISBN 88-200-1639-7.